# Bruce Lidington
Bruce Lidington (* 30. Januar 1950 in Harrow; † 5. August 1996) war ein britischer Schauspieler.

## Leben
Nach dem Besuch der Harrow County Grammar School absolvierte Lidington eine Schauspielausbildung an der Webber Douglas Academy. Es folgten Auftritte in Theater, Film und Fernsehen. Landesweite Bekanntheit erreichte Lidington durch seine Rolle als P.C. Cater in der Soap Opera Crossroads. Daneben übernahm er Gastrollen in den Serien Z Cars, Bergerac und Dangerfield und spielte in Kinofilmen wie Richard Attenboroughs In Love and War. Seine wohl bekannteste Filmrolle ist die des Apostels Thomas in Franco Zeffirellis Jesus von Nazareth.
1995 wurde er zudem Vorsitzender der Wohlfahrtsorganisation Families Need Fathers Englands. Dabei bemühte er sich sehr, das Image der Organisation zu verbessern, die sich um die Rechte von unverheirateten oder geschiedenen Vätern gegenüber ihren Kindern einsetzte und dabei mitunter misogyne Tendenzen zeigte. Lidingtons Engagement für eine gemeinsame Erziehung der Kinder nach einer Trennung zeigte sich auch im Privaten: Obwohl er und seine Frau Sheila Johnson sich 1989 nach 11 Jahren Ehe trennten, reichten keiner von beiden je die Scheidung ein. Stattdessen blieben sie freundschaftlich verbunden und sorgten gemeinsam für die Tochter. 
Darüber hinaus engagierte sich Lidington auf lokalpolitischer Ebene ab 1974 als Mitglied der Liberalen. 
Am 5. August 1996 starb Bruce Lidington im Alter von 46 Jahren an einem Herzleiden.

## Filmografie
- 1973: Great Mysteries – Money to Burn
- 1974: The Swordsman
- 1977: Jesus von Nazareth
- 1978–1979: Crossroads
- 1984: Camelot – Der Fluch des goldenen Schwertes (Sword of the Valiant: The Legend of Sir Gawain and the Green Knight)
- 1995: Die Bibel – Moses (Moses)
- 1996: In Love and War